# Leninopad

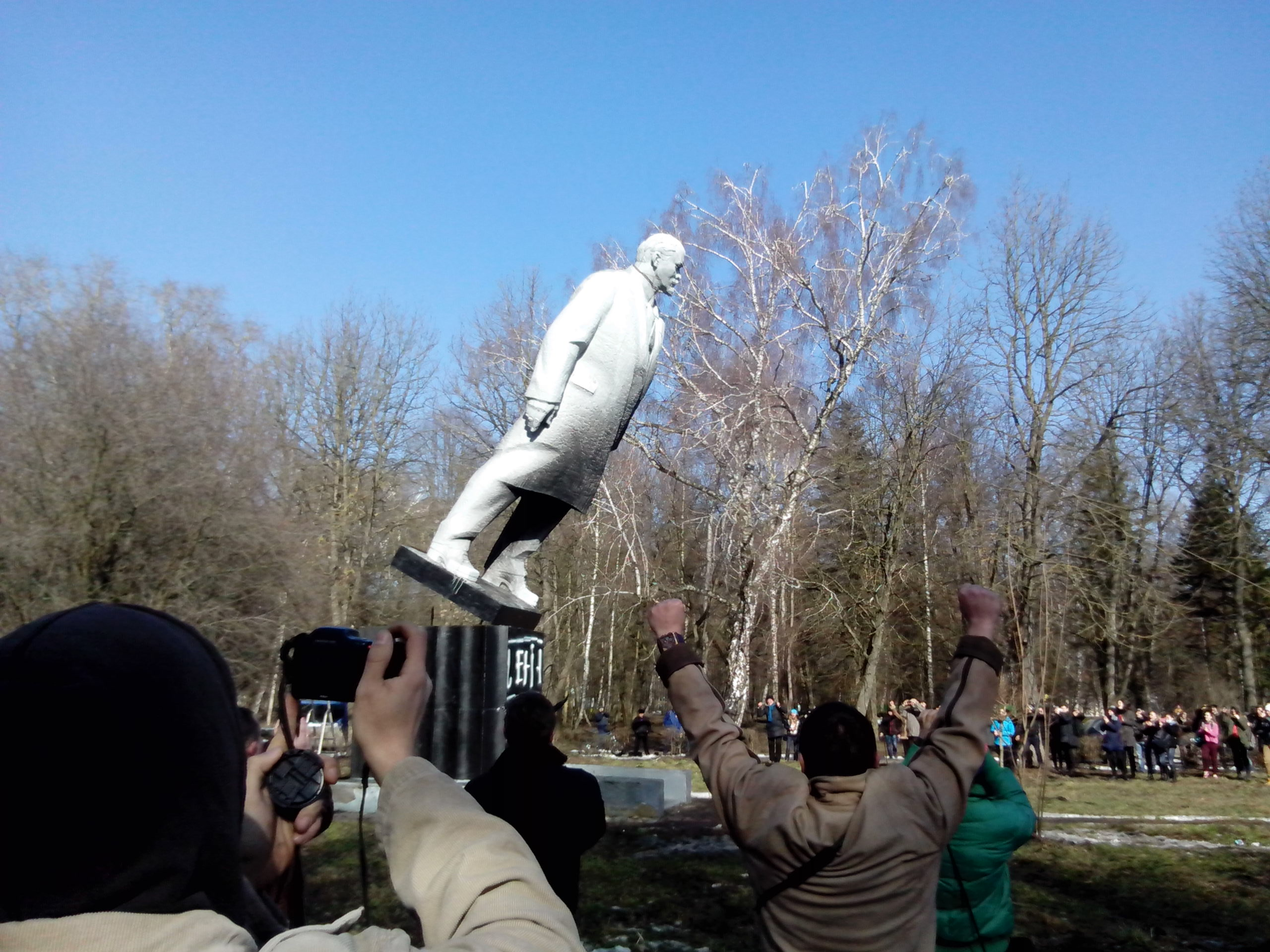
L'abbattimento di una statua a Chmel'nyc'kyj, il 21 febbraio del 2014.

Il termine Leninopad (in ucraino Ленінопад?; in russo Ленинопад?), che letteralmente significa "pioggia di Lenin", indica la demolizione dei monumenti dedicati al politico e rivoluzionario russo Lenin situati in Ucraina. Questa demolizione iniziò durante la dissoluzione dell'Unione Sovietica e continuò in piccola parte negli anni 1990, soprattutto nelle città ucraine dell'ovest, anche se nel 2013 gran parte delle statue di Lenin in Ucraina era rimasta in piedi. Durante l'Euromaidan tra il 2013 e il 2014, la distruzione delle statue del politico sovietico divenne un fenomeno di diffusione nazionale e le venne dato il soprannome con cui è nota. Talvolta il Leninopad viene considerato il più grande movimento di rovesciamento di statue della storia.

## Storia
La demolizione dei monumenti raffiguranti Lenin in Ucraina è avvenuta in quattro tappe. Durante gli anni 1990, più di 2000 monumenti furono demoliti in Galizia e in Volinia, nella parte ovest del paese. A cavallo degli anni 1990 e 2000, più di 600 monumenti furono rimossi nelle aree centrali e occidentali del paese, durante la rivoluzione arancione. Tra il 2005 e il 2008, durante la presidenza di Viktor Andrijovyč Juščenko altre 600 statue vennero demolite soprattutto nelle aree centrali. Infine, l'ultima fase ebbe inizio tra il 2013 e il 2014, dopo l'Euromaidan e il rovesciamento del presidente Viktor Fedorovyč Janukovyč, quando la maggior parte dei monumenti rimasti fu distrutta.

### Anni 1990 e 2000

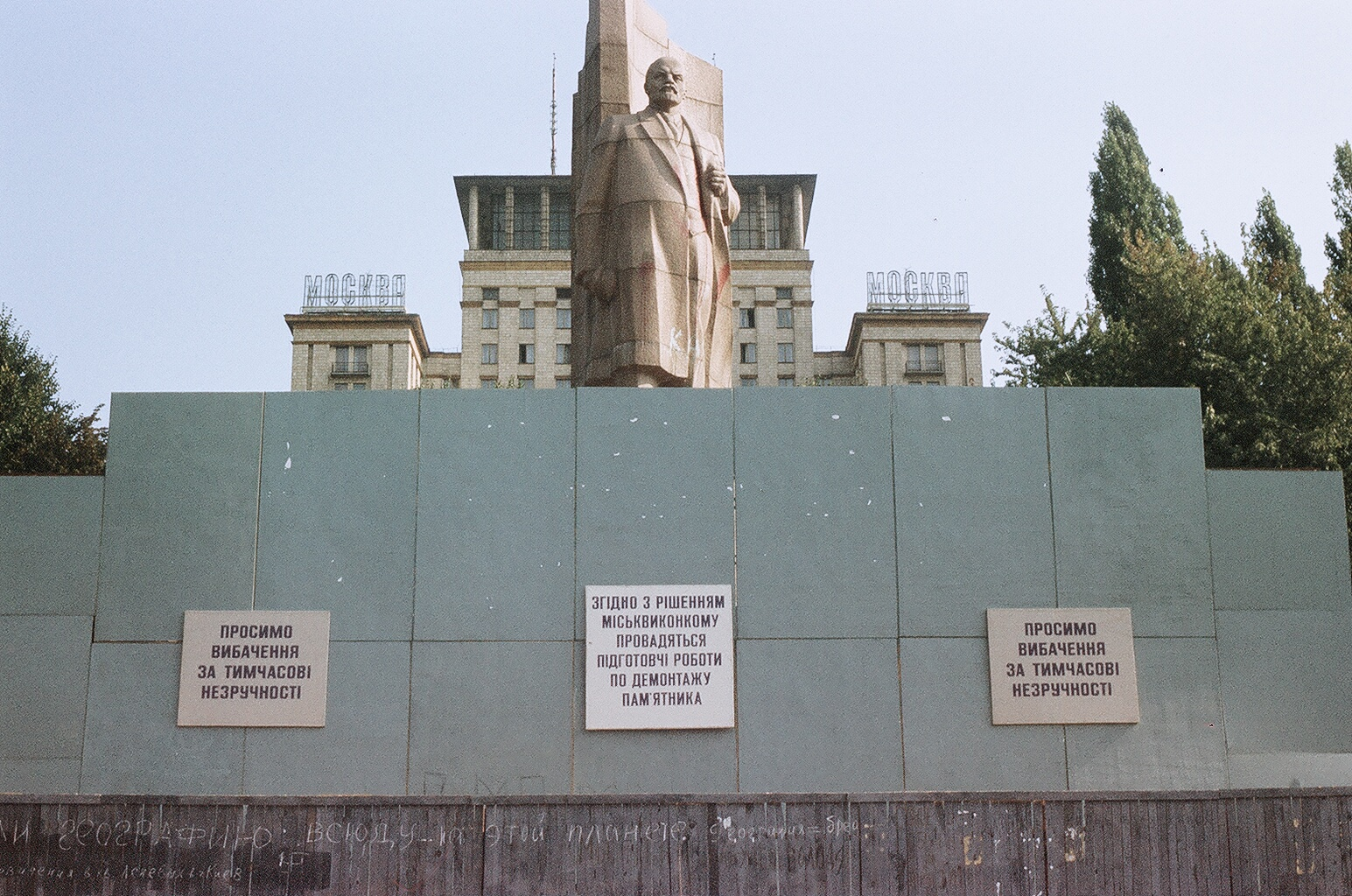
Il monumento alla grande rivoluzione d'ottobre a Kiev venne smantellato nel 1991.

La prima ondata delle demolizioni dei monumenti a Vladimir Il'ič Ul'janov avvenne in Ucraina occidentale tra il 1990 e il 1991. Il primo agosto del 1990, a Červonohrad, venne demolito per la prima volta un monumento a Lenin nell'Unione Sovietica. Sotto la pressione popolare il monumento fu smantellato, ufficialmente con lo scopo di spostarlo da un'altra parte. In quello stesso anno, dei monumenti leniniani furono smontati a Ternopil', Kolomyja, Nadvirna, Boryslav, Drohobyč, Leopoli e altre città della Galizia. Nel 1991, con la dissoluzione dell'Unione Sovietica, venne smantellato il monumento alla rivoluzione d'ottobre che si trovava nella piazza dell'Indipendenza di Kiev. Nel 1991, in Ucraina c'erano 5500 monumenti dedicati a Lenin, un numero notevole se paragonato alle 7000 statue in Russia e alle poche centinaia in ciascuna delle ex repubbliche sovietiche.

### Dopo l'Euromaidan

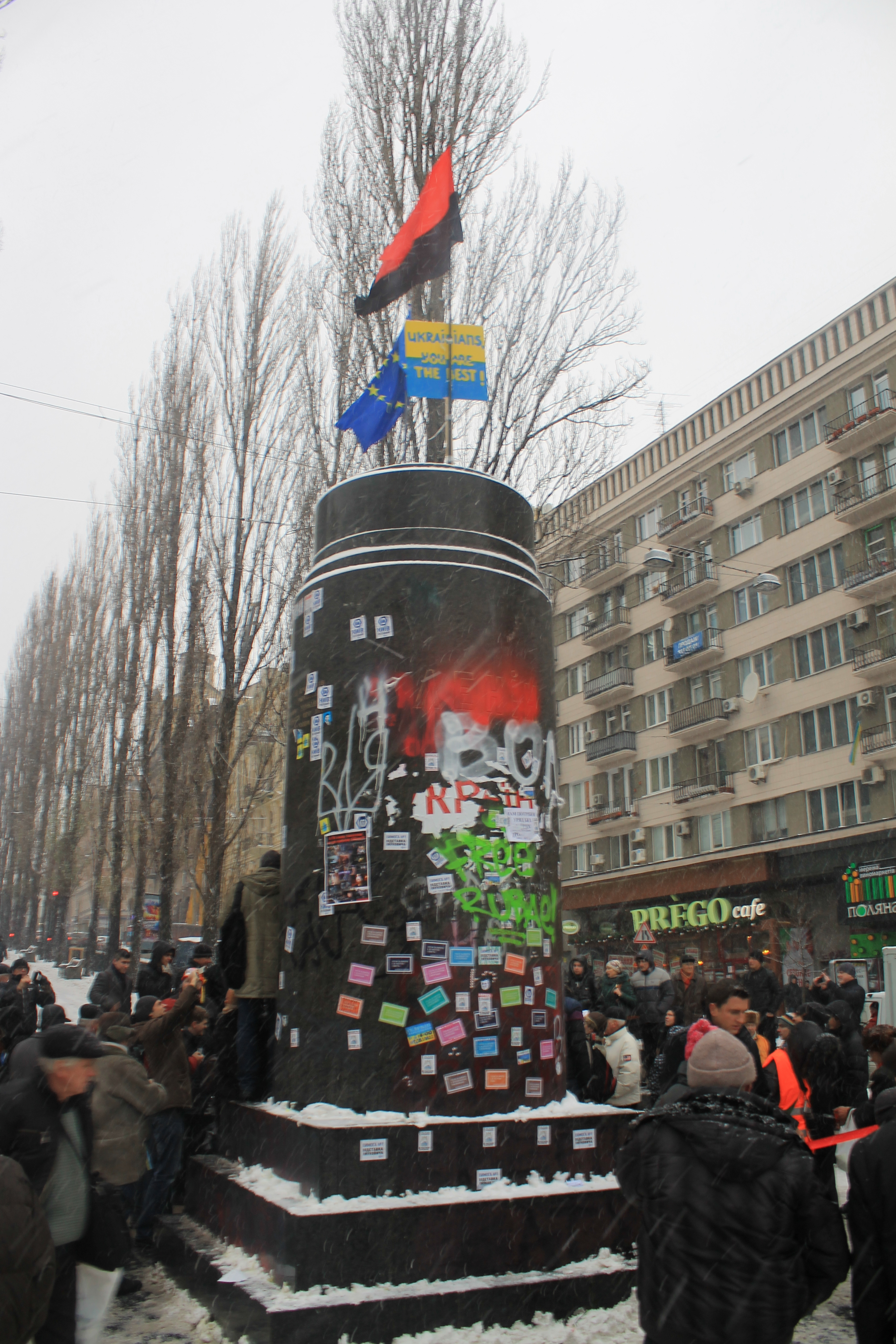
La base del Monumento a Lenin di Kiev il 9 dicembre del 2013, un giorno dopo il suo abbattimento.

Nel 2013, in Ucraina c'erano ancora 2250 monumenti dedicati al rivoluzionario russo. L'8 dicembre del 2013, il Monumento a Lenin situato nella piazza Bessarabia, a poche strade dalla piazza dell'Indipendenza di Kiev, venne distrutto da un piccolo gruppo di militanti. Secondo il fotocronista Niels Ackermann, "le persone ci si sono fiondate, lo prendevano a calci con una ferocia incredibile, sembrava il muro di Berlino". L'indomani, il basamento ricoperto di etichette e adesivi venne fotografato mentre era sormontato dalla bandiera rossa e nera dell'Esercito insurrezionale ucraino e dalla bandiera europea.

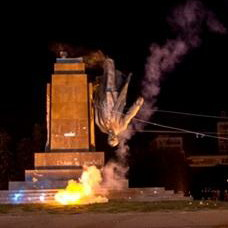
La statua di Lenin a Charkiv che viene rovesciata dal suo piedistallo, il 28 settembre del 2014.

Il movimento crebbe e si espanse attraverso il paese, anche in risposta alla violenza subita dai manifestanti tra il 18 e il 20 febbraio del 2014. Il 21 febbraio del 2014, la statua della piazza della cattedrale di Žytomyr venne rovesciata da alcuni militanti nazionalisti del Settore destro (Pravyj Sektor) accompagnati dalla gente del posto. Tra il febbraio del 2014 e il dicembre del 2015, 700 monumenti vennero distrutti. Nei due anni che seguirono la rivoluzione dell'Euromaidan, quasi mille statue vennero rovesciate dai loro piedistalli. Come reazione all'annessione della penisola della Crimea alla Federazione russa, il più grande monumento rimanente a Vladimir Il'ič Ul'janov nel territorio non occupato dagli indipendendisti del Donbass, il Monumento a Lenin a Charkiv (alto 20,2 metri), venne abbattuto il 28 settembre del 2014 dopo essere stato ricoperto di simboli nazionalisti e neonazisti da un pugno di militanti dai volti mascherati. Il ministro dell'interno, Arsen Avakov, chiuse l'inchiesta aperta per vandalismo e dichiarò: "Lenin? Lasciamolo cadere. Finché nessuno si fa male. Finché questa feccia d'idolo comunista non allunga la lista delle sue vittime".
Il 4 ottobre del 2014, a Zaporižžja, la grande statua di Lenin alta venti metri venne rivestita con una vyšyvanka gigante. Si trattava di un'idea del giornalista Jurij Hudymenko, che vedeva in ciò un modo per "ucrainizzare Lenin". Il 17 marzo del 2016, il monumento fu smantellato. Nel 2015, a Odessa, lo scultore locale Oleksandr Milov rimodellò una statua del politico russo tramutandola in Dart Fener, il celeberrimo antagonista della saga cinematografica di Guerre stellari.
Il 9 aprile del 2015, il parlamento ucraino approvò un disegno di legge sulla decomunistizzazione. Il 15 maggio 2015, il presidente dell'Ucraina Petro Oleksijovyč Porošenko firmò questo disegno di legge che diede inizio a un periodo di sei mesi per la rimozione dei monumenti comunisti (tranne quelli della seconda guerra mondiale) e la ridenominazione obbligatoria degli insediamenti con dei nomi legati al comunismo (come Dnipropetrovs'k che divenne Dnipro).
Il 16 gennaio del 2017, l'Istituto ucraino della memoria nazionale annunciò che 1320 monumenti a Lenin erano stati smontati durante la decomunistizzazione. La maggior parte si trovava nelle regioni di Vinnycja e Chmel'nyc'kyj. Al febbraio del 2019, secondo The Guardian, le due statue erette nel villaggio di Černobyl', nella zona di alienazione, erano le ultime a rimanere in piedi nello spazio pubblico in Ucraina (escludendo quelle nella Crimea annessa dalla Russia e nelle autoproclamatesi repubbliche di Donec'k e Luhans'k nel Donbass, tra cui quella situata nella piazza Lenin di Donec'k). Nel 2020 si procedette allo smantellamento di altri 11 monumenti, mentre una statua situata nel villaggio di Zaliznyčne venne trasformata in un monumento in onore dei migranti bulgari. L'anno successivo ci furono altri 13 abbattimenti, inclusi i monumenti situati nei villaggi di Kalčeva e Holycja.

## Reazioni

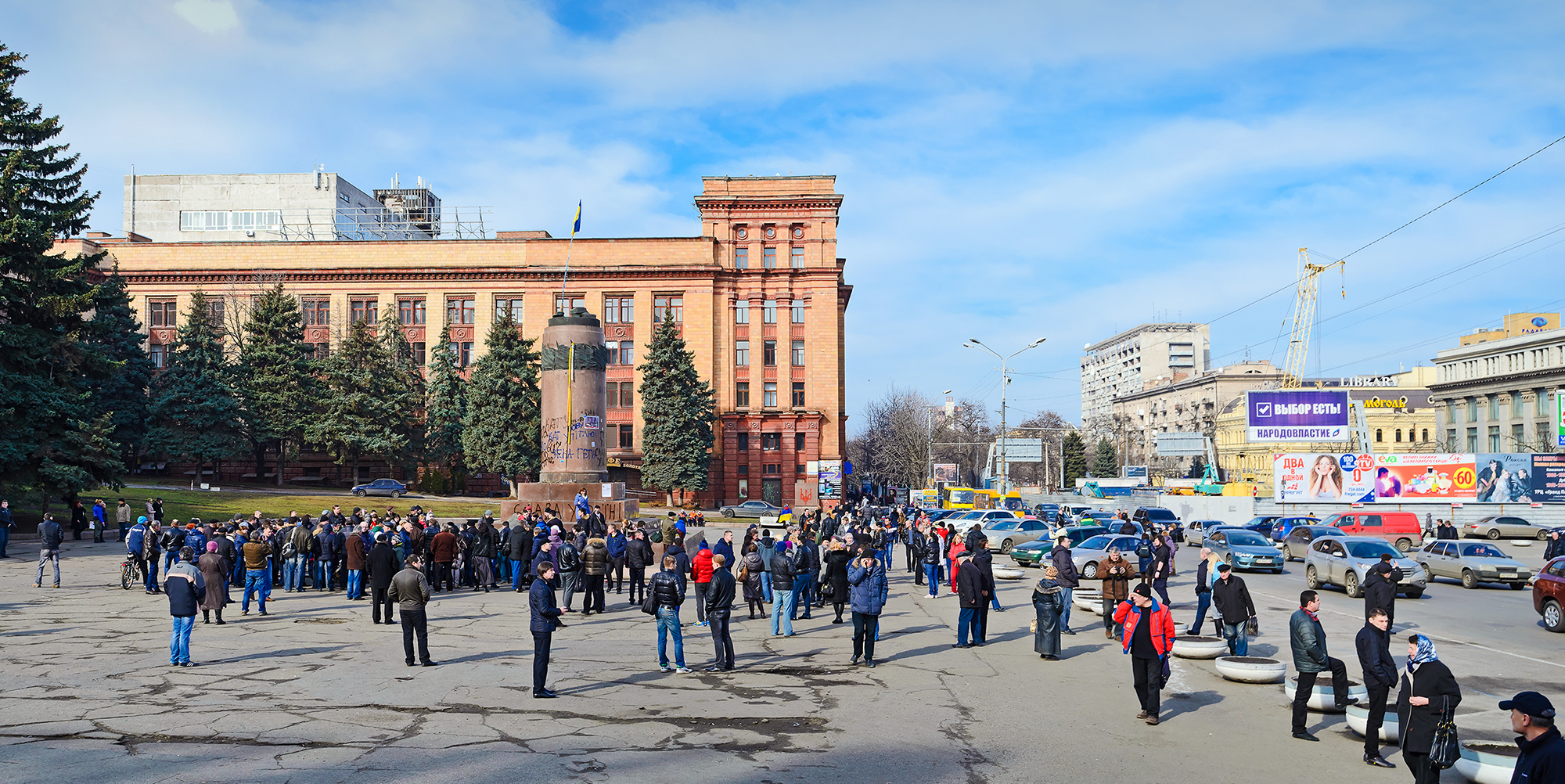
La piazza Lenin di Dnipro il 22 febbraio del 2014, dopo la demolizione del monumento a Lenin.

Nel gennaio del 2015, V"jačeslav Anatolijovyč Kyrylenko, il ministro della cultura, annunciò che i monumenti che onoravano il comunismo sarebbero stati rimossi dalle liste del patrimonio culturale e che il suo ministero avrebbe incoraggiato lo smantellamento di detti monumenti. In aprile, il parlamento votò il bando dei simboli del comunismo e del nazismo, obbligando dunque le autorità locali a procedere allo smantellamento.
Il Leninopad e il processo di decomunistizzazione che ne derivò suscitarono dei dibattiti accesi nella società ucraina. Nel contesto dell'invasione russa del 24 febbraio 2022, il movimento di decomunistizzazione si allargò portando a un processo di derussificazione, segnato in particolare dallo smantellamento delle statue del poeta russo Aleksandr Sergeevič Puškin oppure del Monumento ai fondatori di Odessa, che ricordava la zarina Caterina II.

### Opposizione

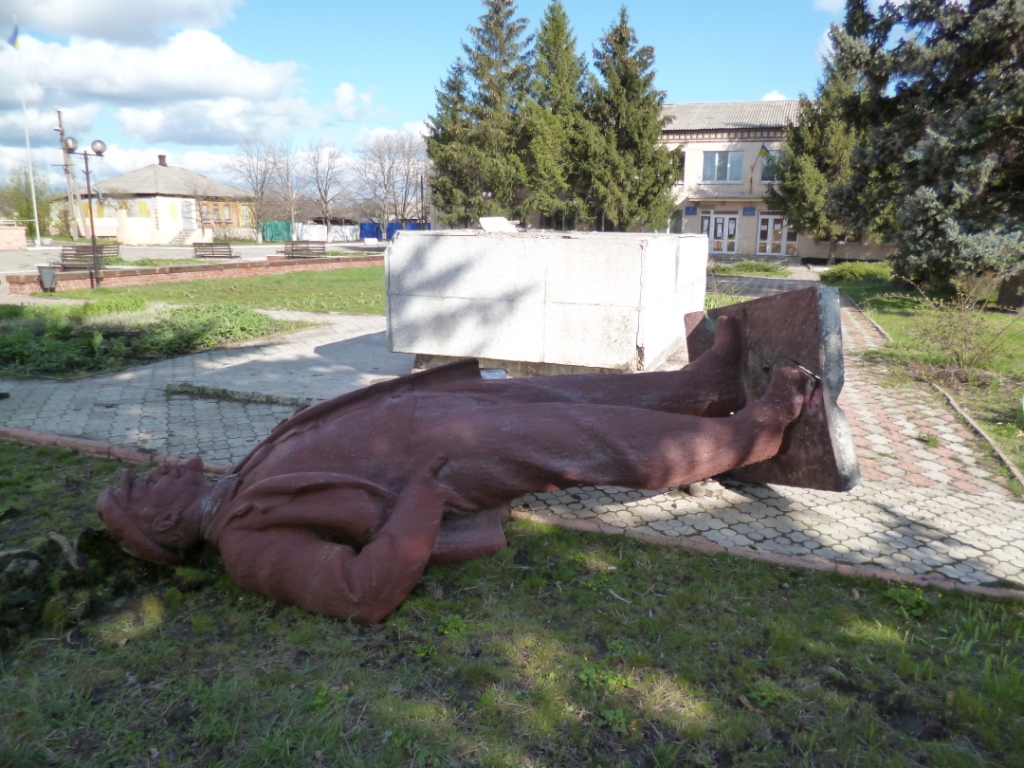
Una statua di Lenin rovesciata per terra a Stanycja Luhans'ka.

Nella stessa Ucraina, lo smantellamento delle statue divide l'opinione pubblica. Alcuni mesi prima della sua demolizione nel settembre del 2014, il monumento charkivita era stato protetto da alcuni gruppi filorussi, dei membri del Partito Comunista, del Partito Socialista e pure dei veterani della grande guerra patriottica e della guerra in Afghanistan.
Il fenomeno rivela delle linee di frattura della società ucraina. Gli oppositori del Leninopad hanno delle motivazioni varie, che vanno dal comunismo all'opposizione di quello che viene percepito come del vandalismo, fino alla semplice nostalgia per una figura familiare nel paesaggio. Alcuni non vogliono vedere l'Esercito insurrezionale ucraino, la cui memoria è contestata dal suo sostegno al terzo Reich nel 1944, essere onorato su certi basamenti vuoti. La sostituzione delle statue di Vladimir Il'ič Ul'janov con dei monumenti ai nazionalisti ucraini, tuttavia, è solo occasionale. Molti piedistalli sono occupati da installazioni artistiche, dei vasi di fiori oppure da statuette religiose. La maggior parte dei piedistalli viene lasciata vuota, per mancanza di mezzi o d'interesse.
Durante l'invasione russa dell'Ucraina del 2022, molte di queste statue leniniane, che erano state abbattute dagli attivisti ucraini, furono erette nuovamente dagli occupanti russi nelle aree da loro controllate nell'est e nel sud del paese. Per esempio, la statua di Lenin a Heničes'k, che era stata divisa in tre parti nel 2015, venne riassemblata il 18 aprile del 2022, dinnanzi al palazzo governativo della regione di Cherson.